# Agliata
L'agliata (aggiadda) è una salsa a base d'aglio e aceto utilizzata nella repubblica marinara di Genova e importata in altre zone del Mediterraneo, dalla Sardegna alla Sicilia.
È denominata così anche una preparazione gastronomica tipica della cittadina di Bosa, in provincia di Oristano.

## Storia
È una salsa tradizionale molto utilizzata in passato soprattutto dai pescatori che necessitavano di conservare il cibo molto a lungo anche per periodi di qualche giorno in quanto i moderni frigoriferi per quel tempo erano decisamente un lusso.
L'agliata è un antico piatto di Bosa, si prepara con dei pomodori secchi tagliati a pezzetti e soffritti con olio e aglio e prezzemolo tritato, con l'aggiunta di pomodori pelati, olio e aceto. La salsa dell'agliata va versata sul pesce (razza, sugarello, gattuccio, polpo, ecc.) precedentemente fritto o bollito.
Oggi l'agliata è una ricetta caduta in disuso a causa dell'aroma forte e persistente dell'aglio, poco apprezzato dalle attuali tendenze di consumo.

## Preparazione
Si prepara utilizzando aglio trito in quantità abbondante che viene soffritto in olio di oliva con pomodori secchi facendo sfumare il tutto con abbondante aceto di vino. Con il composto così ottenuto venivano posti a marinare perlopiù pesce, come razza, gattuccio, polpi ma anche i tradizionali piedini di agnello.
Le pietanze così elaborate oltre a garantire un gusto deciso e stuzzicante si potevano conservare ben più a lungo lasciando inalterati, se non migliorati, freschezza e sapore.
Oggi si associa anche al fegato di manzo tagliato a striscioline e cotto in tegame, aggiungendo la salsa alla fine della cottura.

## Varianti
L'agliata verde è una ricetta del Piemonte a base di prezzemolo e ricotta locale.